# 狄阿莫县

所在位置

狄阿莫县，是巴基斯坦吉尔吉特-巴尔蒂斯坦西南部的一个县。北邻吉尔吉特县、吉泽尔县，东邻阿斯多县。县治位于Chilas。喀喇昆仑公路经过此地。